# Macchi M.3
Le Macchi M.3 est un hydravion biplan italien développé à partir du Macchi L.2 (en) qui le précède.

## Origine
La société Macchi a appris à concevoir des hydravions en copiant un hydravion autrichien pour produire le Macchi L.1 (en), puis en l'améliorant pour produire le L.2. Le résultat est le L.3, rebaptisé M.3 en 1917 pour refléter l'évolution de la conception, passant d'une conception influencée par Lohner à une conception Macchi. Seules les ailes biplanes d'envergure inégale sont héritées du L.2 ; une nouvelle coque affinée et un plan horizontal monté sur haubans sont conçus. Comme ses prédécesseurs, le nouvel avion est propulsé par un seul hauban moteur Isotta Fraschini monté entre les deux ailes et entraînant une hélice propulsive. Il est armé d'une seule mitrailleuse sur affût orientable et peut également emporter quatre bombes légères. En 1916, un hydravion établit le record du monde d'altitude pour un hydravion en atteignant 5 400 m en 41 minutes.

## Histoire
Plus de 200 M.3 sont construits et livrés à la Marine royale italienne. Ils participent à diverses missions, notamment le bombardement, la reconnaissance, la patrouille et l'escorte. Pendant une courte période, en 1917, il est également utilisé comme chasseur. Plusieurs appareils participent à des opérations de type commando derrière les lignes autrichiennes. Très appréciés par la Marine royale italienne, ces appareils prennent part à des raids de bombardement et sont les pionniers de l'utilisation de la photographie aérienne en Italie. Après la Première Guerre mondiale, ce type d'appareil est utilisé par des unités d'entraînement jusqu'en 1924.
En 1919, un L.3 appartenant à la Mission militaire italienne en Argentine relie pour la première fois Buenos Aires à Asunción, au Paraguay. Cet avion est ensuite offert au gouvernement paraguayen. Le lieutenant Arturo Escario, déjà pilote, s'entraîne sur le L.3 en Argentine. Cet avion est détruit dans un accident le 30 septembre 1919. Son pilote, le lieutenant Escario, meurt le lendemain.
Un certain nombre d'avions d'occasion ont été utilisés par la société suisse Ad Astra Aero (en) pour effectuer des charters et des promenades sur les lacs suisses, les deux passagers étaient assis côte à côte derrière un grand pare-brise avec le pilote dans un cockpit ouvert surélevé plus à l'arrière.
Deux M.3 furent équipés de moteurs Fiat A.12 et ont été rebaptisés Macchi M.4, mais ils seront abandonnés après achèvement au profit du Macchi M.9.

## Opérateurs
- Royaume d'Italie : Regia Marina
- Suisse : Ad Astra Aero (en)
- Paraguay : Force aérienne paraguayenne

## Caractéristiques[4]
Caractéristiques générales
- Équipage : 2
- Envergure : 15,95 m
- Poids brut : 1 350 kg
- Groupe motopropulseur : 1 × Isotta Fraschini V.4B, 119 kW (160 ch)

Performance
- Vitesse maximale : 144 km/h
- Portée : 385 km

Armement
- 1 × mitrailleuse Fiat ou un canon léger
- 4 × bombes légères